# 怪獸家長
怪獸家長（日語：モンスターペアレント），又稱怪物家長、恐龍家長，是學校對於以自我為中心，不講理的監護人所造的和製英語。普遍認為這詞彙是向山洋一在教育雜誌上提出的。這其中不包含對學校提出合理要求的監護人。

## 概述
基本上怪獸家長是將不合理要求不斷向教職員投訴居多。但向校長或教育相關單位（如日本市町村地方政府的教育委員會、中華民國的教育部）等權限較高的單位投訴，間接的給第一線教師壓力的做法也一直在增加。
2008年，同名的日本電視劇《怪獸家長》（日語：モンスターペアレン）讓此問題成為話題。怪獸家長不只在日本出現，近期隨著經濟成長、資訊發達和少子化現象的發生，東亞各地包括南韓、台灣、香港和中國大陸皆出現怪獸家長的現象。
另外，就算是不斷重複提出要求，但只要要求在合理的範圍內，或是有明確合理的理由，都不該稱呼為「怪獸家長」。雖然如此，還是有把提出正當要求的家長當成「怪獸家長」敵視的學校和教職員存在。
在美國有所謂的「直升機家長（英語：helicopter parent）」，指的是連子女的就業面試也要陪同的對子女過分保護的家長，形容這些家長會像直升機一樣，盤旋在子女四周，隨時空降幫子女解決問題。與怪獸家長這種會讓人聯想到投訴甚至控告的日本用語是不同的。在美國，包含學校等各組織都有其顧問律師，所以就算可能要以訴訟結果收場，校方也不會受理沒有法條依據的要求。說到底，在原本就偏向訴訟社會的美國，就算被提告也不會被視為特別嚴重的問題。

## 原因
根據在「怪獸家長」這詞彙登場以前就一直研究「父母的無理要求」的大阪大學大學院教授小野田正利表示，這樣的監護人開始明顯增加的時間是1990年代後半。照的說法，讓監護人變成「怪獸」的，是使用「怪獸」這個用語的新聞媒體和教育現場。透過『怪獸＝非人類』這種標籤，拒絕與這類監護人有所關連。又指出「先指責的就贏了」（言ったもん勝ち）風氣的增強，也造成怪獸家長這詞的出現。。

### 1990年代教師地位下降
教育社會學專家門脇厚司則指出，上述時期的孩子監護人，有很多經歷過1970年代後半至1980年代前半的校園暴力經驗，對教師沒有什麼敬意，或出社會時處日本泡沫經濟繁榮期而看不起教師這職業，又有些人是泡沫經濟崩壞後忌妒終生僱用而沒有失業問題的教師。

### 消費者霸權
東京都立高中教師喜入克和前中學教師河上亮一認為這種監護人增加的原因是「監護人的消費者意識失控」。根據喜入的說法，監護人無法忍受自己的孩子在學校受到「低於」其他小孩的待遇。認為「付出同樣的價錢，就該得到同樣的商品」的意識制約了教育服務。像是某學年的級任教師們是由剛畢業的新手教師、稍有經驗的教師和受到稱頌的名師所組成。怪物家長們會認為：自己的孩子要是沒有被名師教到就是「差別待遇」。

### 過份保護
另外也指出，學校對怪獸家長棘手的理由是這些家長任意的在「理」和「情」兩種立場間交互切換。例如怪獸家長和孩子們向學校做出申訴時，是採取了「與學校是對等的消費者」這種法理上的行動。但當孩子們的行為被學校認定為「違反校規」，當退學或休學時，怪獸家長們便切換立場以「考慮一下這孩子還不太懂事」，動之以情作為反駁。

### 家長社經地位的改變
關於這樣的監護人，上述指出是世代的問題。和在2007年對日本小學二年級學生家長進行的數據聚類分析調查，目標研究中指出「沒有養育經驗、經濟上並不寬裕且母親對孩子教育要求偏高、鐘點勤務的母親」，在對學校不信賴的六個指標中有明顯偏高的傾向（以「生活迫切型鐘點媽媽」稱呼）。

### 鄰舍關係的改變
另外，也有許多意見指出：社區間人際關係淡薄化也是造成此一現象的背景之一。以前在社會上能在左鄰右舍互相幫助下解決或抒發的各種問題，現在都直接被帶入學校。

### 家長對教師權威的改變
再者，此一現象不只發生在初等教育、中等教育上，幼稚園內也發生了相同的問題（特定的幼稚園生被要求不能和自己的孩子一起玩，在年級分開的幼稚園內對同樣年級的幼稚園生也同樣有此要求。希望能用電視和書籍上指示的教育方法來教育小孩，要老師在指定的時間每天向家長打電話等）。根據這個調查，幼稚園老師每四人中就有一人遇過這種家長。
另一方面，美國的直升機家長主要是指監護人對受過高等教育的對象過分干涉、過分保護的辭彙。與主要指稱初、中等教育問題的怪獸家長有些許出入，這點需要注意。

## 問題點
只要出現一個這樣子的監護人，教職員們就必須耗費龐大的時間來應付，相對的分配給其他學生與孩童的教學研習、教材準備、學生指導、社團指導和補習等等時間也會跟著縮減。嚴重者甚至影響拖累到全校的運作。
根據2006年對全國（日本）一萬所中小學校長為對象做的問卷調查。中學有29.8％的校長回答「家長的利己要求」對教育有嚴重的妨礙，與「稍稍嚴重」的48.9％合計，就有78.7％的校長將這種家長的利己要求當成一種問題。在小學方面，「嚴重」的有25.7％，「稍為嚴重」的有52.1％，合計77.8％。
較適當的做法是儘可能將影響減至最小，不過如果只讓一名教職員承擔起來，該教職員因而出現身體或心理上的疾病也不奇怪。特別是，經驗淺的新任教師對這種問題還不能做出適當的對應（喜入，2007）。2006年一位在西東京市市立小學任職的女性教師，在半夜收到某些監護人的控訴電話和在家庭聯絡簿上被人身攻擊後自殺。
另外，在2008年1月日本，讓重性憂鬱障礙被判定為職業病的案例：因為孩子間打架而受到輕傷的小孩的父母，對當時孩子就讀埼玉縣狭山市立托兒所的女性所長連續四個月的不停投訴、抱怨，最後寄來了批判托兒所應對的存證信函，造成女性所長自焚而死的案例。

## 怪獸家長的實際行為舉例

### 日本例子
- 自己的孩子被警告，就憤而衝進教師辦公室，沒完沒了地申訴（新聞節目《今日焦點》播出[10]）
- 清晨和深夜不斷打電話或以通訊軟體傳送訊息到教職員家中，持續訴苦（（新聞節目《今日焦點》播出[10]）
- 因為孩子們吵架，而到學校來要求處罰對方[11]
- 因為孩子沒有選上大隊接力選手而來申訴[11]
- 孩子沒把文件交給父母，而來指責教師[11]
- 要求「為了讓我的孩子得到最好的學習環境指定特定教職員」或「讓我的孩子成為學校代表參加地區事務」等等[12]
- 突然匿名打電話到最高層教育單位指稱「○○小學○年○班的○○兒童因為受到班級排擠而不願意來學校」[2]
- 抗議高中入學考試的合理性和不服成績通知單的評定（特別是在美術等術目，因為很難有客觀的評價）。
- 在討論學校的網站批評及攻擊學校或教職員（雖然是少數不過還是有）
- 把「導師沒來迎接遲到的小孩」等不講理的事情向學校申訴[13]

又2007年2月1日NHK的《今日焦點》以節目《要求的家長、被質疑的教師》（要求する親、問われる教師），對被怪獸家長疲勞轟炸到自殺的女性教師事例進行介紹，引起各界（例如日本神戶市教育委員會、南薩摩市議會）很大迴響。

### 香港例子
在香港亦有部份家長傾向以子女為中心的事例。2008年時曾有學生以電腦程式入侵學校電腦被揭發，家長事後卻未有處罰孩子，反過來歸咎於教師教導無方，以及香港教育制度過於呆板。有評論員認為如家長經常無理由而主觀地把自己孩子視為資優，而忽視子女的行為偏差的事實，對學生的成長弊多於利。亦有高中學生參與學校夏令營時不肯自己盛飯，要老師代勞。原來是由於學生自幼由傭人照顧，家長知道夏令營沒有傭人看顧子女，便一早吩咐子女叫飯堂職員或老師給她盛飯。更甚是如若子女覺得夏令營飯菜不合胃口，家長答應會即時速遞快餐至營地。家長的過份保護令學生缺乏獨立自理能力，就連日常小事也要人代勞。
2016年6月，有家長稱 學校競爭大，贏在射精前: 意思是刻意計算受孕時間讓子女在年初出生。2017年8月，研究人員指出「贏在起跑線」是錯的觀念，較遲入學的學生反而能跑贏較早入學的學生。

### 著名的事例
2003年在小學發生的事例：家長向學校投訴，級任教師在家庭訪問時對學生的血統（祖父輩之一為美國人）作出侮辱發言，之後更因人種歧視對學生進行霸凌。校方和教師起初道歉並有相應處置，但家長認為霸凌沒有停止故持續投訴。在福岡市教育委員會對教師做出停職處分後，事件以「殺人教師」為題被大幅報導成全國新聞，家長對福岡市政府和教師提起求償1300萬日圓（之後提高到5800萬）的民事訴訟。但這時教師開始接受媒體採訪，表示之前道歉是因校長要求，並全盤否認了歧視發言和霸凌行為。結果法院判決承認部分不當發言和體罰事實，福岡市須賠償家長330萬日圓。
自由撰稿人福田ますみ在深度採訪此事件後，出版著作《捏造 福岡「殺人教師」事件的真相》（でっちあげ 福岡「殺人教師」事件の真相），獲頒第6回。該書強調教師的清白，並指出了學校管理人員不斷迴避相關責任而導致事態惡化。因怪獸家長們開始接二連三地群起攻擊之後，校方和教育委員會偏向迎合這些怪獸家長，未詳細查證便單方面認定教師的過錯，更逼迫教師追認這樣的情況。當事情開始審理後，即使家長和學生證詞矛盾閃爍且提不出任何霸凌證據，卻因教育委員會已對教師進行懲處，無法否定懲處命令而造成福岡市仍須賠償家長。
2013年，福岡市人事委員會認定因沒有「霸凌」的事實，將教師的處分全部取消。

## 日本教育界的對策
關於應對怪獸家長的對策，有各式各樣的議論人員在討論著。覺得，不是要接受怪獸家長的無理要求，而是去察覺怪獸家長真正要求的是什麼，還有尋求可能解決的方法。提出，對應這樣怪獸家長對於學校和教職員而言是不可能的事情，應該要在教育委員會內設置專門應付怪獸家長的專業團隊。
教育再生會議使用了接近想法的作法，於2007年6月1日的第2次報告中提議「成立學校問題解決支援隊（暫稱）」。並嘗試安排學校協議會等地區組織和學校共同合作。報導指出，教職員在個人訴訟費用保險（教職員賠償責任險）的投保率也在明顯增加著，2007年東京都的公立學校教職員，有三分之一投了這個保險。根據2007年7月12日的報導，都教員的訴訟費用保險加入數從2000年的1300人暴增到2007年的21800人。這個保險，是對因為教職員不法行為的受害者個人賠償責任保險，再加上不管有沒有非法行為存在的一切訴訟費用。文部科學省2007年7月，招集從全國教育委員會討論出來的應對怪獸家長方案，從那些中選出10個自治團體於2008年實施，這個計畫動用了國家補助費用的8成。
經營顧問本間正人是站在「所謂怪獸家長和怪物患者（モンスターペイシェント），是普通人類怪獸化的狀態，更多時候他們並不是怪物」、「怪獸化的人是因為曾經受到同樣的傷害，而在不知不覺中怪獸化」的立場，應用在企業內人才培養的方法論，製作出應付怪獸化監護人的教戰手冊。（「一對一不回應」、「記錄盡量詳盡，最好可以錄音」、「和對方談判時絕對不能說出同意對方的言論」等等）
同時，學校風險管理推進機構發行了「為了教職員的監護人索賠對應手冊」，索賠對應「基本的想法」、「到解決為止的經過」、「防範未然的索賠」、「正當地指出，批判的應對」等內容一起。按情況應對方法（25種情況）「意見本票（接受者用）」、「意見存根（管理人員用）」，在學校現場能有效地利用。

## 香港教育界的對策
對於家長日益增加的要求，有教育界人士認為學校與政府不應過於敏感，其原因有二︰第一，家長不一定是最了解子女需要的持份者，其決定並非全然理性; 第二，家長並非單一團體，而是關注不同利益的集合體，現實中並不存在一個集合所有「家長意見」的代表。每位家長的立場會根據子女需要及時間不斷改變，故學校與政府在回應家長的過程中，應抱有專業堅持。；

## 對「怪獸家長」用語的批判
本田由紀、内田樹、小野田正利等人憂心「怪獸家長」這用語的印象，可能會煽動監護人與學校間的對立。其中和雖然對怪獸家長這用語讓大眾對「監護人的過度要求，媒體卻只單方面批判校方」的風潮出現疑問，而給予一定評價，但是擔心過剩的「反制要求」，會帶來對只是稍微提出要求的人也徹底批判的風潮出現。而則認為學校和家長的協調才是以孩子為中心的理想公立學校作法，怪獸家長這用語有破壞兩者合作的危險性。

### 行田市的怪獸家長用語案例
2010年9月，日本文部科學省表示「前所未聞的訴訟」（こうした裁判は聞いたことがない）的教師控告家長案例。埼玉縣行田市的市立小學教師因「受到班上學生的家長超脫常軌的抗議，患了失眠」向小學三年級學童的雙親提起500萬日圓的民事訴訟。
起因是同年6月，被告的孩子（以下簡稱A）和同學發生被抹布打到的糾紛。原告教師對糾紛進行仲裁，方法是讓全班投票來決定A和B（對方孩童）誰有錯，結果支持B的同學較多，教師就強制A向B道歉。這天之後教師就開始受到A家長的抗議，依教師的說法，家長在聯絡簿裡寫了很多「最爛的教師」「沒常識」「惡魔」等用語。也向市教育委員會和文部科學省發出「讓人困擾的教師」（困った先生）等口頭和書面批判，要求換掉班導。另一天，教師在分發午餐時，只是對A後背「輕輕的碰觸」，家長就向行田警察局以暴力嫌疑提出受害申報。教師和校方想進行會談，A的雙親卻拒絕出席。教師被家長糾纏不休的投訴逼到夜不成眠，才決定提出告訴。校方在教師提告後，以校長名義向市教育委員會提出了「為了不輸給怪物家長的官司」等文件。各媒體也以此為題，報導上到處可見「怪物家長審判」等文字。
另一方，A的雙親提出下面的反駁：「會在聯絡簿寫那麼多，是因為沒有其他向教師傳達想法的手段了。而且是孩子被欺負一次才寫一次，教師也從來沒有回應過，打電話給學校也被掛掉，不得已才去找教育委員會商量。起訴書和新聞都沒有寫這段過程」、「9月某日，孩子說『被教師歐打背後』而向學校投訴，教師只承認『輕輕的碰背後』，校長也是『不要對小孩講的話照單全收』而沒認真處理」。因這件事開始對校方不信任的家長開始讓A攜帶IC錄音機上學。並對媒體公布了同年10月，教師突然要求全班起立：「在A對說謊這件事道歉之前，全班站著聽課」來強制A道歉，而從這天之後，A開始受到被同學丟掉鞋子等霸凌的錄音檔。2011年1月，A的班導換成其他教師。
2013年2月，地方法院判決「誹謗不成立」，拒絕原告教師的請求。依照判決，聯絡簿寫的內容雖然有「會令教師社會評價低下的語句」，但能看到聯絡簿的是負有守密義務的教職員，「因守密義務，內容難以被不特定多數人得知」。而「惡魔一般的教師」也只和「好過分的教師」算同種表現，故誹謗不成立。
A的雙親表示「法庭的認可讓我們鬆了一口氣。會把人標籤成怪物家長，新聞媒體好恐怖」。
2017年10月，家長反控教師不當提告也以「提告是正常訴訟行為」被法院拒絕原告請求作收。

## 流行文化
- 2009年，日本關西電視台《怪獸家長》
- 2022年，香港ViuTV《反起跑線聯盟》
- 2024年，香港ViuTV《反起跑線聯盟2》
- 香港賽馬會一匹退役馬，名為怪獸家長，隸屬於何良馬房，退役時評分為75分，排在第三班。

## 註解與出處
1. ↑  2007年8月號第9頁
2. 1 2 3  「（PDF）[永久]」
3. ↑  .   [2008-06-19]. （原始内容存档于2007-12-28）.
4. ↑  、No.53
5. ↑  Some college students cope with 'helicopter parents'[永久]
6. ↑  「 （页面存档备份，存于）」
7. ↑   - [[]] 2008年1月10日付
8. 1 2 3  . . 2007-02-01  [2019-07-29]. NHK. （原始内容存档于2019-07-29） （日语）.
9. 1 2 3  
10. ↑  . eye. 2007-10-29  [2007-11-20].[永久]
11. ↑   （页面存档备份，存于）
12. ↑  [ (PDF).   [2019-07-29]. （原始内容存档 (PDF)于2019-07-29）. ]
13. ↑  梁亦華(2008.1.26)：全民資優 （页面存档备份，存于），《蘋果日報》，A18，論壇。
14. ↑  . 港生活.   [2021-10-02]. （原始内容存档于2016-03-05） （中文（香港））.
15. ↑  .   [2018-02-08]. （原始内容存档于2019-08-02）.
16. ↑  . www.sohu.com. 2017-05-22  [2018-02-08]. （原始内容存档于2018-02-09）.
17. ↑  關焯照. . 2017-08-19.
18. ↑  週刊文春2003年10月9日「『死に方教えたろうか』と教え子を恫喝した史上最悪の『殺人教師』」 『週刊文春』 文藝春秋、2003年10月9日号、40-43頁
19. ↑  . 朝日新聞. 2013-01-22  [2020-08-05]. （原始内容存档于2013-01-24）.
20. ↑  、2007年
21. ↑  2008年5月
22. ↑  .   [2014-05-21]. （原始内容存档于2017-04-13）.
23. ↑  本田由紀・高橋睦子「崖っぷちの教育界を救うために今、私たちができること」（『論座』2007年12月号）
24. ↑  内田樹「日本人が共同体からの利益を捨てるまで」、小野田正利「追い詰める親、追い詰められる学校」（いずれも『中央公論』2007年12月号）
25. 1 2 3  「『クレームで不眠症に』 保護者訴えた教諭 敗訴」『讀賣新聞』2013年3月1日付朝刊（東京版）
26. ↑  . Sponichi Annex. 2011-01-19  [2014-05-05]. （原始内容存档于2014-12-21）.
27. 1 2  . 教育ひろば. 2011-01  [2014-05-05]. （原始内容存档于2014-05-05）.
28. ↑  . NEWSポストセブン. 2011-01-31  [2014-05-05]. （原始内容存档于2014-05-05）.
29. ↑  . 時事通信社. 2013-03-01  [2014-05-05]. （原始内容存档于2014-05-05）.
30. ↑  笠原真 片山健志. . 朝日新聞. 2017-10-24  [2019-08-05]. （原始内容存档于2019-08-05）.